# Joachim Wilhelm Brockes
Joachim Wilhelm Brockes (* 13. März 1723 in Hamburg; † 4. Februar 1795 auf Gut Rozenburg in Slochteren bei Groningen) war ein Kapitän und Kommandant verschiedener Kriegsschiffe.

## Familie

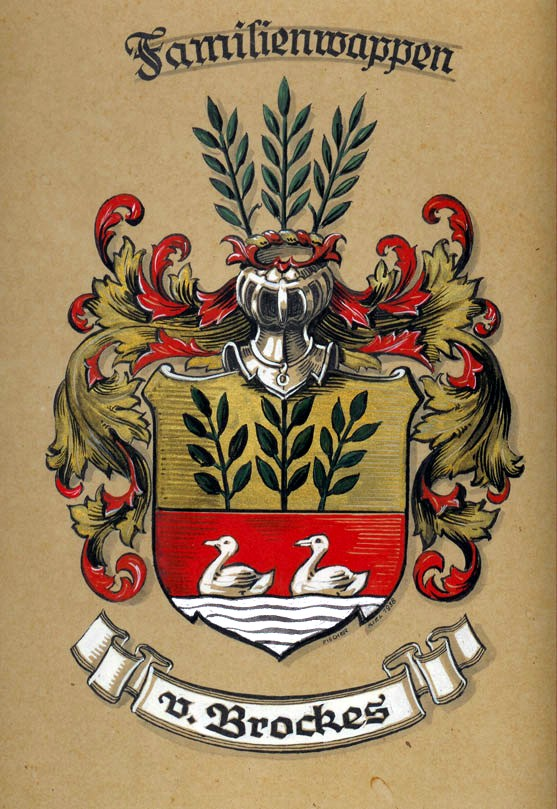
Wappen der Familie (von) Brockes

Joachim Wilhelm Brockes’ Vorfahren kamen aus Lübeck, wo die Familie einige bekannte Persönlichkeiten hervorgebracht hatte, unter anderem den Bürgermeister und Admiral Johann Brokes und seine Söhne Heinrich und Otto, die ebenfalls Bürgermeister in Lübeck waren.
Joachim Wilhelm war das achte von zwölf Kindern des Hamburger Senators und Dichters Barthold Heinrich Brockes und seiner Frau Anna Ilsabe, geb. Lehmann. Beide Eltern kümmerten sich um seine Erziehung, wobei er von seiner Mutter ausgiebigigen Französischunterricht erhielt und in dieser Sprache später umfänglich korrespondierte.
1757 heiratete er Henriette Wilhelmine Muys, verwitwete Terwen. Aus dieser Ehe ging nur ein Sohn hervor, der 1759 in Stade geboren wurde und später als Rechtsanwalt in Groningen tätig war.

## Militärische und seemännische Laufbahn

### Ausbildung in britischen Diensten
Brockes verließ in früher Jugend sein Elternhaus und fuhr auf einem englischen Handelsschiff zur See. Anschließend besuchte er in London eine Marineschule, ließ sich zum Marineoffizier ausbilden und diente als Seekadett im Geschwader des Admirals John Norris. Nach seiner Ernennung zum Lieutenant diente er ab 1743 auf einem bewaffneten Handelsschiff, das in einem Gefecht mit französischen Schiffen bei Martinique fünf Prisen machte. Brockes kehrte als Führer einer dieser Prisen nach Europa zurück.

### Hamburgische und niederländische Dienste
Als im Frühjahr 1746 zwei hamburgische Schiffe von Piraten gekapert wurden, wurde eine Konvoifahrt unter dem Schutz des Konvoischiffs Wapen von Hamburg beschlossen, das seit einigen Jahren untätig als Wachschiff gegen Piraten in Cuxhaven gelegen hatte. Für diese Fahrt wurde Brockes 1746 zum Kommandanten des Konvoischiffs und Führer des Konvois ernannt. Der Konvoi bestand neben der Wapen von Hamburg aus einer unbekannten Anzahl von Handelsschiffen.
Da sich sein Schiff als für die Aufgabe zu träge erwies, suchte Brockes nach Verbündeten, um seinen Auftrag der Pirateriebekämpfung erfüllen zu können. Die ihm hierfür empfohlene Marine des Souveränen Malteserordens stufte Brockes als unzuverlässig ein, und die dänische Regierung verweigerte die Zusammenarbeit mit dreien ihrer Schiffe im Mittelmeer. Ende 1746 konnte er bei einem Besuch in Lissabon Unterstützung der portugiesischen Regierung gewinnen, die zu einer gemeinsamen Unternehmung mit drei portugiesischen Kriegsschiffen bereit war.
Wegen der schlechten Segeleigenschaften des Schiffes wurde zeitweilig erwogen, Brockes solle das Schiff in Cádiz verkaufen, um ein besseres zu erwerben. Diese Idee wurde nicht verwirklicht, und Brockes führte seinen Konvoi nach Hamburg zurück, wo er am 1. September 1747 aufgelöst wurde.
Brockes erhielt einen ehrenvollen Abschied und trat in den Dienst der niederländischen Admiralität von Rotterdam (Admiralität de Maeze). Er erhielt zunächst den Rang eines Kapitäns zur See, später den darüber liegenden eines Colonels. Es gelang ihm jedoch nicht, das Kommando über ein Schiff zu erlangen.
Wegen seines geringen militärischen Ranges lehnte er in der ersten Hälfte der 1750er Jahre die an ihn herangetragene Erhebung in den deutschen Reichsadelsstand ab. Insgesamt mit seiner Situation unzufrieden kehrte er 1757 nach Deutschland zurück.

### Kurfürstlich Braunschweig-Lüneburgische Dienste

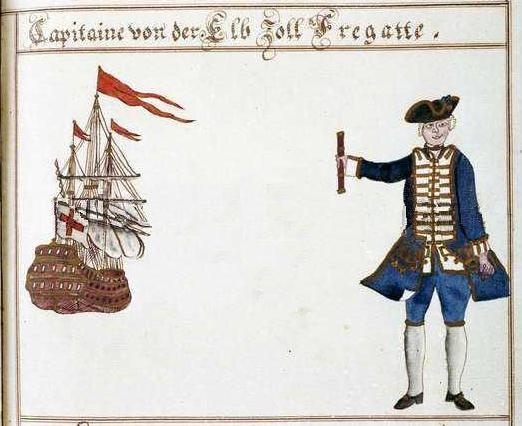
Die Elbzollfregatte Weißes Ross und ihr Kommandant Joachim Wilhelm Brockes

Bereits 1754 war Brockes dem kurfürstlich Braunschweig-Lüneburgischen und damit dem englischen Hof als Kommandant der Elbzollfregatte in Stade empfohlen worden, als sich deren diensttuender Kommandant Hans-Heinrich von Engel für drei Jahre zum Dienst in der britischen Royal Navy hatte beurlauben lassen. Als er Anfang 1757 sein Kommando endgültig niederlegte, trug man es Brockes an, vermutlich auf Anraten seines Gönners bei Hofe, Feldmarschall Friedrich August von Spörcken. Am 11. Februar 1757 wurde Brockes zum Schiffskapitän im Rang eines Oberstleutnants ernannt. Er trat anschließend sein Kommando über die Fregatte Weißes Ross und die Elbzollstation Brunshausen bei Stade an. In diesen Funktionen war er zugleich der höchste Offizier der Seestreitkräfte des Kurfürstentums, die lediglich aus der Elbzollfregatte und ihren Beibooten bestanden.
Obwohl dieses Schiff in erster Linie dem Zolldienst auf der Elbe diente, wurde es unter Brockes Führung Ende 1757 in einer Operation des Siebenjährigen Krieges eingesetzt und beteiligte sich an der Beschießung Harburgs, das französisch besetzt war. Die französischen Truppen zogen unter dem Eindruck von Belagerung und Beschuss am 31. Dezember 1757 aus der Stadt zurück.
Kurz danach wurde das Weiße Ross aus Altersgründen außer Dienst gestellt. Stattdessen wurde für die Elbzollstation ein bei Juist gestrandetes französisches Kaperschiff hergerichtet, dessen Name nicht überliefert ist. Außerdem wurden unter Brockes Führung eine bewaffnete Jagt und zwei Schaluppen unterhalten. Damit ging Brockes Wunsch, ein über die Elbe hinaus eingesetztes Kriegsschiff zu führen, nicht in Erfüllung. Allerdings ist überliefert, dass er die Jagt benutzte, um seine in den Niederlanden lebende Ehefrau zu besuchen.
Weil die Weisungsbefugnisse der kurfürstlichen Regierung in Hannover und der Provinzialregierung in Stade gegenüber der Zollstation Brunshausen und gegenüber deren Kommandanten in seiner Funktion als militärischer Marinebefehlshaber nicht klar abgegrenzt waren, kam es zu einem Dauerkonflikt zwischen Brockes und dem Stader Regierungspräsidenten Bodo von Bodenhausen. Nach vielfältigen Streitigkeiten setzte sich Bodenhausen 1767 durch und nutzte einen Urlaub Brockes’, um anhand gesammelter belastender Unterlagen seine Entlassung durchzusetzen.

## Späteres Leben
Brockes zog sich zu seiner Familie in die Niederlande zurück, die inzwischen im friesischen Franeker lebte, und trat bis etwa 1780 wiederum als Colonel in den Dienst der Generalstaaten. Seine letzten Jahre verbrachte er mit seiner Frau auf dem Landgut Rozenburg bei Groningen, wo er am 4. Februar 1795 starb.